# ニッケルチタン
ニッケルチタンは、ほぼ等しい原子数のニッケルとチタンとで構成される金属間化合物を主とする合金である。ニチノール(Nitinol)、チタンニッケル合金とも呼ばれる。

## 性質
以下の特異的な性質を示す。この２つの物性は、マルテンサイト変態を通して互いに密接に関連している。
- 形状記憶効果
- 超弾性

## 歴史
1959年から1961年にかけてアメリカ合衆国海軍の兵器研究所(NOL: Naval Ordnance Laboratory)で、形状記憶効果を示す金属材料として発見され、1963年に公表された。「ニチノール」という呼称は、ニッケル、チタン及び発見された研究所の略称に由来する。
その後、1981年に宮崎修一らが超弾性を示すことを発見した。

## 結晶構造
B2構造（塩化セシウム型構造）とそれが若干歪んだ単射構造・菱面体構造（マルテンサイト相）を基本とする。ニッケルとチタンとの比率や熱処理条件の微妙な違い、および第3元素の添加等によって、マルテンサイト変態温度及びその逆変態の温度は上下する。

## 製造方法
チタンが酸素や炭素とかなり反応しやすいため、溶融に際しては真空度の高い環境下で行われる。
さらに、凝固後の熱処理もまた、温度制御と時効処理時間設定が求められる。

## 具体例

### メーカー
日本国内では、大同特殊鋼や古河テクノマテリアルなど複数の企業が製造している。

### 合金の種類
JIS規格には、以下の合金が収載されている。
| 記号    | Ni(wt%)           | Ti(wt%)    | その他元素(wt%)                                                      | 特殊効果            | 出典  |
| ------- | ----------------- | ---------- | -------------------------------------------------------------------- | ------------------- | ----- |
| TN-SMA  | 53.5～57.5        | 残部       |                                                                      | 形状記憶効果        | [ 6 ] |
| TN-SMAH | Ni+Cuが53.5～57.5 | 残部       | Cu:3～10                                                             | 形状記憶効果        | [ 6 ] |
| TN-SEA  | 53.5～57.5        | 残部       |                                                                      | 超弾性              | [ 6 ] |
| A       | 53.5～57.5        | 46.5～42.5 |                                                                      | 形状記憶効果 超弾性 | [ 7 ] |
| B       | 53.5～57.5        | 残部       | C:0.08以下 O:0.08以下 N:0.05以下 H:0.005以下 Fe:0.05以下 Co:0.05以下 | 形状記憶効果 超弾性 | [ 7 ] |

### 用途
形状記憶合金の市場は数千億円規模であるが、そのうちほとんど（95%以上）は本合金が占めている。

#### 形状記憶効果を生かしたもの[4]
- パイプの接手
- 歯科用インプラント
- 電気接点
- 血管用ステント
- 温度をトリガーとする各種スイッチ

#### 超弾性を生かしたもの[4]
- 矯正下着（ブラジャー、コルセット等）の芯材
- 眼鏡のフレーム
- 歯列矯正器具
- カテーテルのリード線